# ثلمة القمة القلبية
ثلمة القمة القلبية(بالإنجليزية: Notch of cardiac apex)‏التلم الامامي بين البطينين (بالإنجليزية: Anterior interventricular sulcus)‏ و التلم الخلفي بين البطينين(بالإنجليزية: Posterior interventricular sulcus)‏ تمتد من قاعدة الجزء البطيني إلى الثلمة في القمة وثلمة القمة القلبية تقع على الحافة الحادة من القلب إلى يمين في القمة.